# Windows Server 2012
Windows Server 2012 (precedentemente noto con il nome in codice Windows Server 8) è una versione server del sistema operativo Microsoft Windows, reso disponibile al pubblico il 4 settembre 2012, mentre il 18 ottobre 2013 ne è stato distribuito l'aggiornamento Windows Server 2012 R2.
È la versione server di Windows 8 mentre Windows Server 2012 R2 è la versione server di Windows 8.1, successore di Windows Server 2008 R2 ed è stato sostituito da Windows Server 2016 e successivamente da Windows Server 2019. Introduce una nuova interfaccia grafica nel linguaggio di design Modern UI, ed è la prima versione di Windows Server a non avere il supporto per i computer basati su Itanium a partire da Windows NT 4.0.

## Nuove funzionalità

### ReFS
ReFS (acronimo di Resilient File System), precedentemente noto con il nome in codice Protogon, è un file system che apporta alcuni miglioramenti a NTFS.
Trapelato per la prima volta nella build 7955 di Windows 8 e introdotto ufficialmente a partire da Windows Server "8" Beta, è attualmente supportato in sola lettura da Windows 8 e anche in scrittura da Windows Server 2012.

### Opzioni di installazione
Windows Server 2012, come Windows 8, utilizza l'interfaccia grafica nel linguaggio di design Microsoft quando non installato in modalità Server Core. A differenza di Windows Server 2008 R2, Windows Server 2012 può passare dall'opzione di installazione Server Core a quella Server con una GUI e viceversa senza una reinstallazione completa. Server Core è ora la configurazione consigliata.
È anche presente una terza opzione di installazione che consente l'esecuzione di alcuni programmi con interfaccia grafica come Microsoft Management Console e di Server Manager, ma senza il normale desktop, la shell o programmi predefiniti come Esplora risorse.

### Active Directory
La versione di Active Directory inclusa in Windows Server 2012 introduce alcuni cambiamenti rispetto a quella fornita con Windows Server 2008 R2. L'installazione guidata di Servizi di dominio Active Directory è stata sostituita da una nuova sezione in Server Manager, ed è stata aggiunta una interfaccia grafica al Cestino per Active Directory. Possono essere impostati più criteri sulle password all'interno dello stesso dominio. Active Directory in Windows Server 2012 ora conosce tutti i cambiamenti che risultano dalla virtualizzazione, ed è possibile clonare in sicurezza i controller di dominio virtualizzati. Sono stati semplificati gli aggiornamenti del livello funzionale di dominio a Windows Server 2012: è possibile infatti effettuarli interamente in Server Manager. Non è più richiesto il download di Active Directory Federation Services quando installato come ruolo, e nel token Kerberos sono stati introdotti i claim che possono essere usati da Active Directory Federation Services. I comandi di Windows PowerShell utilizzati da Centro di amministrazione di Active Directory possono essere visualizzati in un Visualizzatore della cronologia di PowerShell.

### Hyper-V
Il software di virtualizzazione Hyper-V, precedentemente offerto solo in Windows Server, verrà introdotto per la prima volta in una versione client di Windows. Alla conferenza BUILD è stata presentata ufficialmente la nuova versione 3.0 di Hyper-V.

#### Nuove funzionalità
Sono state aggiunte molte nuove funzionalità a Hyper-V, tra cui la virtualizzazione di rete, il multitenancy, i pool di risorse di archiviazione, la connettività cross-premise, il backup in cloud, gli switch virtuali estensibili, il Fibre Channel virtuale, il trasferimento di dati di cui è stato effettuato l'offload, e Hyper-V Replica (HVR). Il NIC teaming è parte di Windows Server 2012.

#### Limiti
Sono state ampiamente superate le precedenti restrizioni sul consumo delle risorse. Ogni macchina virtuale può accedere fino a 64 processori virtuali, fino a 1 TB di RAM, e fino a 64 TB di spazio su disco virtuale per ogni disco fisso virtuale con resilienza da problemi di alimentazione (utilizzando il nuovo formato .vhdx). Possono essere attive fino a 8000 macchine virtuali per ogni cluster HA, e fino a 1024 con al massimo 1024 processori virtuali per ogni host. Ogni istanza di hypervisor può accedere fino a 160 processori logici e fino a 2 TB di memoria.

#### Requisiti di sistema
I requisiti di sistema per Hyper-V sono un processore a 64 bit, una versione a 64 bit di Windows 8 e un minimo di 4 GB di RAM. La versione di Hyper-V in Windows Server 2012 richiede solo che sia installato il ruolo RemoteFX, mentre quella in Windows 8 richiede il supporto da parte del processore a 64 bit e l'attivazione di Second Level Address Translation (SLAT), una funzionalità che aiuta la gestione della memoria supportata da molti processori recenti di Intel e AMD, compresi molti dei processori i-Series di Intel (con Extended Page Table) e dei processori della famiglia 10h di AMD.

### Altro
- Server Manager è stato riprogettato per facilitare la gestione di più server.
- La nuova versione 3 di Windows PowerShell in Windows Server 2012 ha oltre 2300 cmdlet, in confronto ai circa 200 in Windows Server 2008 R2. È anche presente la funzione di auto-completamento dei comandi.[24]
- È presente un nuovo ruolo per la gestione indirizzi IP (IPAM) per la scoperta, il monitoraggio, la revisione e la gestione dello spazio di indirizzi IP usato in una rete aziendale. L'IPAM è usato per la gestione e il monitoraggio dei server Domain Name System (DNS) e Dynamic Host Configuration Protocol (DHCP). Sono pienamente supportati sia IPv4 sia IPv6.[25][26][10]
- Windows Server 2012 include la versione 8.0 di Internet Information Services (IIS). La nuova versione contiene nuove funzionalità, come la possibilità di limitare l'utilizzo della CPU per siti Web particolari,[27] la gestione centralizzata dei certificati SSL, e un supporto migliorato per NUMA.[28]
- Windows 8 e Windows Server 2012 introducono SMB 3.0 (precedentemente chiamato SMB 2.2).[29] Apporta diversi cambiamenti significativi che hanno l'obiettivo di aggiungere funzionalità e migliorare le prestazioni di SMB 2, in particolare nei centri di dati virtualizzati come SMB2 RDMA Transport Protocol and multichannel.[30]

## Sviluppo
Il 9 settembre 2011 venne pubblicata su MSDN un'anteprima per gli sviluppatori denominata Windows 8 Server Developer Preview, in concomitanza con la presentazione e la pubblicazione di Windows 8 Developer Preview alla conferenza BUILD in California.
 Il 29 febbraio 2012 è stata pubblicata su Microsoft TechNet un'altra versione di anteprima, denominata Windows Server "8" Beta, in concomitanza con la presentazione e la pubblicazione di Windows 8 Consumer Preview al Mobile World Congress di Barcellona.
Il 31 maggio 2012 è stata pubblicata l'ultima versione di anteprima di Windows Server 2012 prima del prodotto finale: Windows Server 2012 Release Candidate.
 La versione finale di Windows Server 2012, annunciata il 9 luglio 2012 alla conferenza annuale Worldwide Partner Conference, è stata consegnata agli OEM il 1º agosto insieme alla versione client di Windows 8, ed è disponibile dal 4 settembre.

### Build di sviluppo note
Build rese pubbliche ufficialmente da Microsoft
     Build trapelate illegalmente
| Fase di sviluppo | Fase di sviluppo        | Numero di build | Nome ufficiale                        | Tipo di architettura | Compilata il | Disponibile dal                 |
| principale       | secondaria              | Numero di build | Nome ufficiale                        | Tipo di architettura | Compilata il | Disponibile dal                 |
| ---------------- | ----------------------- | --------------- | ------------------------------------- | -------------------- | ------------ | ------------------------------- |
| Pre-Milestone 3  | Post-Milestone 2        | 7959            |                                       | 64 bit               | 7-3-2011     | trapelamento: 1-5-2011          |
| Milestone 3      | Milestone 3 Final       | 8102            | Windows 8 Server Developer Preview    | 64 bit               | 30-8-2011    | su MSDN: 9-9-2011               |
| Pre-Beta         |                         | 8180            |                                       | 64 bit               | 10-1-2012    | screenshot: 13-1-2012           |
| Beta             | Beta Final              | 8250            | Windows Server "8" Beta               | 64 bit               | 17-2-2012    | su Microsoft TechNet: 29-2-2012 |
| RC               | Release Candidate Final | 8400            | Windows Server 2012 Release Candidate | 64 bit               | 18-5-2012    | su Microsoft TechNet: 31-5-2012 |
| RTM              |                         | 9200            |                                       | 64 bit               | 25-7-2012    | OEM: 1-8-2012                   |
| RTM              | trapelamento: 4-8-2012  | 9200            |                                       | 64 bit               | 25-7-2012    |                                 |
| RTM              | GA: 4-9-2012            | 9200            |                                       | 64 bit               | 25-7-2012    |                                 |

1. ↑  La classificazione segue la tabella riportata da WinUnleaked.tk.

#### Pre-Milestone 3

##### Build 7959(7 marzo 2011)
La build 7959, trapelata su Internet il 1º maggio 2011, presentava poche novità, tra cui un nuovo stile delle finestre.

#### Milestone 3

##### Windows 8 Server Developer Preview(30 agosto 2011)
Windows 8 Server Developer Preview (compilato con il numero di build 8102) venne pubblicato solo agli abbonati a MSDN il 9 settembre 2011, in concomitanza con la presentazione di Windows 8 Developer Preview alla conferenza BUILD in California. Includeva l'interfaccia utente nel linguaggio di design Microsoft e una nuova versione di Server Manager, insieme ad altre nuove funzionalità.
Il 16 febbraio 2012, Microsoft posticipò la data di scadenza di Windows 8 Server Developer Preview dall'8 aprile 2012 al 15 gennaio 2013.

#### Pre-Beta

##### Build 8180(10 gennaio 2012)
Il 13 gennaio 2012 trapelarono alcuni screenshot della build 8180. Essa conteneva alcune revisioni dell'interfaccia di Server Manager e Spazi di archiviazione.

#### Beta

##### Windows Server "8" Beta(17 febbraio 2012)
Windows Server "8" Beta (compilato con il numero di build 8250) venne pubblicato su Microsoft TechNet il 29 febbraio 2012, in concomitanza con la presentazione di Windows 8 Consumer Preview al Mobile World Congress di Barcellona.

## Edizioni
Windows Server 2012 è stato pubblicato in 4 edizioni: Foundation, Essentials, Standard e Datacenter.
| Specifica                            | Windows Server 2012 Foundation           | Windows Server 2012 Essentials                                     | Windows Server 2012 Standard              | Windows Server 2012 Datacenter |
| ------------------------------------ | ---------------------------------------- | ------------------------------------------------------------------ | ----------------------------------------- | ------------------------------ |
| Distribuzione                        | Solo OEM                                 | Al dettaglio, contratto multilicenza, OEM                          | Al dettaglio, contratto multilicenza, OEM | Contratto multilicenza, OEM    |
| Modello di concessione in licenza    | Ogni server                              | Ogni server                                                        | Ogni 2 CPU + CAL                          | Ogni 2 CPU + CAL               |
| Limite di utenti                     | 15                                       | 25                                                                 | Illimitati                                | Illimitati                     |
| Diritti di virtualizzazione          | N/A                                      | 1 macchina virtuale o 1 server fisico                              | 2 macchine virtuali                       | Illimitati                     |
| Limite di chip di processore         | 1                                        | 2                                                                  | 64                                        | 64                             |
| Servizi file                         | 1 struttura DFS standalone               | 1 struttura DFS standalone                                         | Illimitati                                |                                |
| Criteri di rete e servizi di accesso | 50 connessioni RRAS e 10 connessioni IAS | 250 connessioni RRAS, 50 connessioni IAS e 2 gruppi server IAS     | Illimitati                                | Illimitati                     |
| Servizi desktop remoto               | 20 connessioni                           | 250 connessioni (errato: solo 2 sessioni per scopi amministrativi) | Illimitati                                | Illimitati                     |

| Funzionalità                                    | Windows Server 2012 Foundation          | Windows Server 2012 Essentials          | Windows Server 2012 Standard | Windows Server 2012 Datacenter |
| ----------------------------------------------- | --------------------------------------- | --------------------------------------- | ---------------------------- | ------------------------------ |
| Active Directory Certificate Services           | Solo autorità di certificato            | Solo autorità di certificato            | Sì                           | Sì                             |
| Active Directory Domain Services                | Deve essere radice di foresta e dominio | Deve essere radice di foresta e dominio | Sì                           | Sì                             |
| Active Directory Federation Services            | Sì                                      | No                                      | Sì                           | Sì                             |
| Active Directory Lightweight Directory Services | Sì                                      | Sì                                      | Sì                           | Sì                             |
| Active Directory Rights Management Services     | Sì                                      | Sì                                      | Sì                           | Sì                             |
| Hyper-V                                         | No                                      | No                                      | Sì                           | Sì                             |
| Modalità Server Core                            | No                                      | No                                      | Sì                           | Sì                             |
| Ruolo DHCP                                      | Sì                                      | Sì                                      | Sì                           | Sì                             |
| Ruolo di server d'applicazioni                  | Sì                                      | Sì                                      | Sì                           | Sì                             |
| Ruolo server DNS                                | Sì                                      | Sì                                      | Sì                           | Sì                             |
| Ruolo server fax                                | Sì                                      | Sì                                      | Sì                           | Sì                             |
| Server Manager                                  | Sì                                      | Sì                                      | Sì                           | Sì                             |
| Servizi di stampa e documento                   | Sì                                      | Sì                                      | Sì                           | Sì                             |
| Servizi UDDI                                    | Sì                                      | Sì                                      | Sì                           | Sì                             |
| Servizi Web (Internet Information Services)     | Sì                                      | Sì                                      | Sì                           | Sì                             |
| Windows Deployment Services                     | Sì                                      | Sì                                      | Sì                           | Sì                             |
| Windows Powershell                              | Sì                                      | Sì                                      | Sì                           | Sì                             |
| Windows Server Update Services                  | Sì                                      | Sì                                      | Sì                           | Sì                             |
| Funzionalità                                    | Windows Server 2012 Foundation          | Windows Server 2012 Essentials          | Windows Server 2012 Standard | Windows Server 2012 Datacenter |

1. 1 2  Ogni licenza di Windows Server 2012 Standard o Datacenter consente fino a due chip di processore. Ogni licenza di Windows Server 2012 Standard consente fino a due istanze virtuali di Windows Server 2012 Standard su quel server fisico. Se sono necessarie più istanze virtuali di Windows Server 2012 Standard, ogni licenza aggiuntiva di Windows Server 2012 consente fino a 2 istanze virtuali di Windows Server 2012 Standard in più, anche se il server fisico stesso potrebbe avere sufficienti licenze per il suo numero di chip di processore. Poiché Windows Server 2012 Datacenter non ha alcun limite sul numero di istanze virtuali per ogni server concesso in licenza, per qualsiasi numero di istanze virtuali di Windows Server 2012 Datacenter bastano solo le licenze per il server fisico. Se il numero di chip di processore o di istanze virtuali è un numero dispari, il numero di licenze richieste è uguale al «numero pari successivo». Per esempio, un server a singolo chip di processore richiederebbe ancora 1 licenza come se il server fosse a due chip di processore, e un server a cinque chip di processore richiederebbe 3 licenze come se il server fosse a sei chip di processore, e se sono necessarie 15 istanze virtuali di Windows Server 2012 Standard su un unico server, sono necessarie 8 licenze di Windows Server 2012, che possono coprire fino a 16 istanze virtuali (supponendo, in questo esempio, che il numero di chip di processore non sia superiore a 16).
2. ↑  Per le edizioni Standard e Datacenter, ogni utente o dispositivo che accede al software deve avere una client access license (CAL) assegnata (specifica dell'utente o del dispositivo). Pertanto non ci può essere un numero di utenti contemporanei superiore al numero delle client access license, ad eccezione di al più 2 utenti contemporanei esclusivamente per amministrare il software del server, o per l'esecuzione di carichi di lavoro Web o virtualizzazione. Servizi desktop remoto richiede una CAL aggiuntiva separata dalla CAL sopracitata.
3. ↑  Se il numero di processori fisici in un particolare server è inferiore a 64, il limite è determinato dalla quantità di licenze assegnate a tale server. In quel caso, il numero di processori fisici non può eccedere il doppio del numero di licenze assegnate al server.
4. 1 2 3 4  Questa funzionalità è installata automaticamente in Windows Server 2012 Essentials.

## Requisiti di sistema
Windows Server 2012 non supporta i processori IA-32 e IA-64. Windows Server 2012 è la prima versione di Windows Server a non avere il supporto per i computer basati su Itanium a partire da Windows NT 4.0.
Il programma di installazione di Windows Server 2012 Release Candidate supporta l'aggiornamento da Windows Server 2008 e da Windows Server 2008 R2.
| Architettura                 | 64 bit                                        |
| ---------------------------- | --------------------------------------------- |
| Processore (CPU)             | x64 da 1,4 GHz                                |
| Memoria (RAM)                | 512 MB                                        |
| Spazio libero su disco fisso | 32 GB (di più se ci sono più di 16 GB di RAM) |

| Sistema operativo | Sistema operativo       | Windows Server 2008 R2 | Windows Server 2012 |
| ----------------- | ----------------------- | ---------------------- | ------------------- |
| CPU fisiche       | CPU fisiche             | 64                     | 64                  |
| Processori logici | con Hyper-V disattivato | 256                    | 640                 |
| Processori logici | con Hyper-V attivo      | 64                     | 320                 |
| Memoria (RAM)     | Memoria (RAM)           | 2 TB                   | 4 TB                |
| Nodi cluster HA   | Nodi cluster HA         | 16                     | 64                  |

1. ↑  Si applica solamente a Windows Server 2008 R2 e 2012 Datacenter e Windows Server 2012 Standard. Le altre edizioni supportano di meno.
2. ↑  Ogni partizione virtualizzata, incluso l'host stesso, può usare fino a 64 processori: (EN) Keith Hill, Logical Processor count changes after enabling Hyper-V role on Windows Server 2012, su blogs.technet.com, Ask the Core Team, 28 marzo 2013. URL consultato il 1º aprile 2013 (archiviato dall'url originale il 15 maggio 2013).
3. ↑  in ogni singolo cluster

## Critiche
Le recensioni su Windows Server 2012 sono state generalmente positive. Simon Bisson di ZDnet lo ha descritto come «pronto per il datacenter, oggi», mentre Tim Anderson di The Register ha affermato che «la mossa verso una maggiore modularità, un'automazione più forte e una virtualizzazione migliorata ha perfettamente senso in un mondo di cloud pubbliche e private», ma ha osservato che «non è cambiata la capacità di Windows di offrire errori oscuri e dispendiosi», e ha concluso che «ciononostante, è in generale un forte salto di livello»."
InfoWorld ha notato che Windows Server 2012 ha l'interfaccia nel linguaggio di design Microsoft, che ha portato a recensioni contrastanti per Windows 8, ma ha ricordato che «Microsoft sta spingendo molto per un'installazione con meno GUI rispetto a una schermata basata su Metro», in riferimento all'opzione di installazione Server Core migliorata e ai miglioramenti di Windows PowerShell. Tuttavia, Michael Otey di Windows IT Pro ha espresso un disgusto verso la nuova interfaccia nel linguaggio di design Microsoft e verso l'impossibilità di usare da sola la vecchia interfaccia desktop, dicendo che la maggior parte degli utenti di Windows Server gestiscono i loro server utilizzando un'interfaccia grafica piuttosto che PowerShell. La società di costruzioni australiana Kennards è rimasta colpita dalla stabilità del sistema operativo.
Paul Ferrill ha scritto che «Windows Server 2012 Essentials fornisce tutti i pezzi necessari per fornire l'archiviazione centralizzata dei file, i backup client e l'accesso remoto», ma Tim Anderson ha sostenuto che «molte aziende che stanno utilizzando SBS2011 e precedenti vorranno rimanere attaccate con quello che hanno», citando l'assenza di Exchange, l'impossibilità di sincronizzare con Active Directory Federation Services e il limite di 25 utenti, mentre Paul Thurott ha scritto che «dovresti scegliere Foundation solo se hai almeno una squadra di informatici some-in-company e/o se vuoi affidare la gestione a un partner Microsoft o a un solution provider», e che «Essentials è, secondo me, ideale per qualsiasi moderna startup composta solo da poche persone».

## Windows Server 2012 R2
Windows Server 2012 R2 è stato pubblicato il 18 ottobre 2013. È stato reso disponibile in quattro edizioni: Foundation, Essentials, Standard and Datacenter. Come nella versione Windows Server 2012, le edizioni Datacenter e Standard hanno le stesse funzionalità, varia unicamente l'aspetto relativo alle licenze (in particolare quelle relative alle macchine virtuali).
Nell'aprile del 2014 è stato distribuito un aggiornamento denominato Windows Server 2012 R2 Update.
Windows Server 2016 è il successore di Windows Server 2012 R2

### Cambiamenti rispetto a Windows Server 2012
Microsoft ha introdotto le seguenti funzionalità in Windows Server 2012 R2:
- Automated Tiering: Gestione dello storage in modo che i file con più frequente accesso risiedano sui dischi più veloci [63]
- Deduplica per dischi VHD: Riduce le esigenze di storage per VHD con ampio contenuto simile memorizzando una sola volta il contenuto condiviso[63]
- Windows PowerShell v4, che ora include la funzionalità Desired State Configuration (DSC)
- Supporto integrato di Microsoft 365 (Essentials edition)
- Interfaccia basata su quella di Windows 8.1, inclusa la visibilità del pulsante Start.[64]
- Macchine virtuali basate su UEFI
- Upgrade dalla modalità driver emulators a quella synthetic hardware drivers per minimizzare l'impatto e l'overhead di sistemi hardware obsoleti
- Veloce distribuzione di VM (approssimativamente metà tempo)[65]
- IIS 8.5: Supporto per i log inviati all'Event Tracing di Windows e la possibilità di registrare gli header di qualsiasi richiesta/risposta.  Per migliorare la scalabilità, se IIS viene configurato con 100 o più siti, non li avvia automaticamente. È stata introdotta una nuova opzione di configurazione nel pool di applicazioni: Azione timeout di inattività permette ora di sospendere un processo inattivo (deault 20 minuti) liberando la memoria in alternativa alla sua terminazione..[66]
- Protocollo SMB: Miglioramenti nelle prestazioni e nella qualità di log degli eventi, supporto alla migrazione Live in Hyper-V su SMB, gestione della prioritizzazione di banda, possibilità di disattivare il supporto a SMB 1.0[67]
- Windows Deployment Services: Supporto nella gestione WDS via PowerShell.[68]
- IP Address Management (IPAM): Supporto esteso a RBAC, permette un controllo molto specializzato in base al quale l'utente può visualizzare o impostare le DHCP reservation, gli scopi , i blocchi di indirizzi IP, i record di risorse DNS DNS, etc. Inoltre IPAM può integrarsi con System Center Virtual Machine Manager 2012 R2 per permettere policy coordinata sia nell'ambiente fisico che virtuale.  Il database IPAM può essere memorizzato all'interno di SQL Server invece che di Windows Internal Database.[69]
- Group Policy ha una nuova impostazione di Policy Cache che permette a macchine partecipanti al dominio di memorizzare una copia delle group policy sulla macchina client e, a seconda della velocità di accesso al domain controller, di utilizzarla in sede di start up invece di attendere che vengano scaricate. Questo velocizza sensibilmente lo startup di macchine non connesse direttamente alla rete principale.[70]  Nuove Group Policy sono state aggiunte per coprire le nuove funzionalità di Windows 8.1 e di Internet Explorer 11.[71]
- Il supporto a TLS è stato esteso per includere la compatibilità con RFC 5077, Transport Layer Security (TLS) Session Resumption without Server-Side State, che migliora le prestazioni delle connessioni TLS di lungo termine che richiedono alla sessione di riconnettersi in quanto superiore al time-out inserito.
- Il ruolo Hyper-V e Hyper-V management console sono stati aggiunti all'edizione Essentials.[72]